# Jom Kipur
Jom Kipur (hebrejsko יוֹם כִּפּוּר‎, dan sprave) je najsvetejši dan in najpomembnejši praznik judovske religije.
Datumsko je uvrščen v sedmi mesec judovskega koledarja. Praznovanje se obeležuje s 25-urnim postom, delo v času Jom Kipurja je prepovedano.

## Yom Kipur v Bibliji
Praznik je opisan v Levijevem zakoniku (Lev 16) v Bibliji. Na ta sveti dan leta se Judje kesajo za greh, ki jih je oddaljil od Boga. Z nepokornostjo naj bi prekinili zavezo med Bogom in Mojzesom, sklenjeno na Sinaju. Ta je vodila v smrtno obsodbo naroda. Bog je v milosti naznanil da sprejme v zameno za kršitelja greha, telo živali. Ta mora biti telesno brez napak in hib.
V začetku krščanstva je prvotni Jom Kipur pričenjal biti obeleževan z novim pomenom. Jezus Kristus kot odrešenik za vselej preda sebe kot žrtev v odkup grehov vseh ljudi.

## Yom Kipur danes
Danes Judje med obeleževanjem praznika v zameno za odkup grehov ne darujejo več telo živali. Namesto tega oblačijo bela oblačila in ne uporabljajo usnjenih obuval. Bela barva simbolizira angele, ki so brez grehov.
Jom Kipur je praznovan tudi med sekularnimi Judi, ki v ostalih dneh religiji ne pripisujejo pomena. V sklop praznovanja sodi 25-urni post, kjer je prepovedano uživanje kakršnekoli hrane ali pijače.
V času praznika se obišče sinagoga, kjer je število prisotnih za čas praznovanja dvakrat do trikrat višje kot običajno. Tradicionalno se v sinagogah med Jom Kipurjem igra na šofar.

### Yom Kipur v Izraelu
V moderni državi Izrael je Jom Kipur eden izmed uzakonjenih državnih praznikov. Na dan praznovanja ne deluje nobena izmed televizijskih ali radio postaj, zaprta so letališča in ukinjen je javni transport. Trgovine in podjetja so zaprta. Notranjo izolacijo so leta 1973 izkoristile Sirija, Irak in Egipt za vojaški napad na Izrael. (glej: Jomkipurska vojna). 
Anketa leta 2008 je pokazala, da 63% Izraelcev med Jom Kipurjem opravi post. Ena pogostejših fraz pred in med praznikom je »Tsom Kal« (lahkoten post).
Za obliko nevzornega obnašanja je šteta uporaba prevoznega sredstva (avtomobil, tovornjak, motor) ali uživanje hrane na javnih območjih. Zoper omenjenega ni udejstvovanih pravnih zakonov, vendar obnašanje naleti na neodobravanje okolice.
V zadnjih desetletjih zaradi praviloma praznih cest postaja priljubljena tradicija kolesarjenje. Neuradna sopomenka praznika med sekularnimi Judi je »Festival koles«. Pred Jom Kipurjem prodaja teh opazno naraste, prav tako število reklam ki se osredotočajo na prodajo koles.